# باربرا ديمينيكس
باربرا ديمينيكس (ولدت عام 1949-)، هي عالمة أحياء وأخصائية في الغدد الصماء. تعمل حاليًا كقائد فريق ضمن وحدة أبحاث المركز الوطني للبحث العلمي ومقرها المتحف الوطني للتاريخ الطبيعي في باريس، فرنسا.

حصلت باربرا على بكالوريوس العلوم مع مرتبة الشرف من جامعة ويلز ودرجة الماجستير في جامعة كليرمون فيران (فرنسا). حصلت على درجة الدكتوراه في علم الغدد الصماء وعلم وظائف الأعضاء من جامعة كالغاري (كندا) عام 1977، بالإضافة إلى درجة دكتوراه من جامعة باريس السادسة عام 1983.
بين عامي 1970 و1981 درست باربرا على مستويات مختلفة في ملاوي وكندا والمغرب وفرنسا، قبل أن تتولى منصب محاضرة في جامعة لويس باستور في ستراسبورغ من عام 1981 إلى عام 1989. خلال هذه الفترة حصلت على زمالتين بحثيتين في مختبر البيولوجيا العصبية الجزيئية في كامبريدج (1986) وفي معهد ماكس بلانك في ميونيخ (1988-1989).
1. ↑   http://www.hautconseildesbiotechnologies.fr/sites/www.hautconseildesbiotechnologies.fr/files/file_fields/2017/05/22/cv_0.pdf. {{استشهاد ويب}}: |url= بحاجة لعنوان (مساعدة) والوسيط |title= غير موجود أو فارغ (من ويكي بيانات) (مساعدة)
2. ↑  La Recherche (بالفرنسية), mars 2018, ISSN:0029-5671, QID:Q3212169 {{استشهاد}}: تحقق من التاريخ في: |publication-date= (help)
3. ↑  "Cocktail toxique" (بالفرنسية). {{استشهاد ويب}}: الوسيط |مسار= غير موجود أو فارع (help)
4. ↑  Journal officiel de la République française (بالفرنسية), 15 novembre 2018, ISSN:0242-6773, QID:Q1815103 {{استشهاد}}: تحقق من التاريخ في: |publication-date= (help)
5. ↑  Journal officiel de la République française (بالفرنسية), 20 avril 2014, p. 6951, ISSN:0242-6773, QID:Q1815103 {{استشهاد}}: تحقق من التاريخ في: |publication-date= (help)
6. ↑  Journal officiel de la République française (بالفرنسية), 14 juillet 2004, p. 12697, ISSN:0242-6773, QID:Q1815103 {{استشهاد}}: تحقق من التاريخ في: |publication-date= (help)